# Discographie d'Henri Texier
Cette page décrit la discographie du contrebassiste français de jazz Henri Texier. 

## En tant que leader ou coleader

### Compilations
- 1983 : Compilatex (JMS)
- 2015 : L'Intégrale - Les Années JMS (regroupant Amir, Varech et À cordes et à cris)

## En tant que sideman
Avec Jef Gilson
- 1962 : Jef Gilson Avec Lloyd Miller & Hal Singer
- 1963 : Big Band
- 1963 : Enfin! (Disques du Club de l'Échiquier)
- 1964 : Œil Vision, avec Jean-Luc Ponty et Jean-Louis Chautemps

Avec Phil Woods
- 1968 : Alive and Well in Paris
- 1968 : What Happens ?..., avec Art Farmer (Campi-Editore Recording)
- 1969 : At the Montreux Jazz Festival
- 1969 : Stolen Moments  (sorti en 1994, Jazz Music Yesterday)
- 1969 : Freedom Jazz Dance (sorti en 1977, Moon Records)
- 1970 : Phil Woods and His European Rhythm Machine (aka Chromatic Banana, Les disques Pierre Cardin)
- 1971 : At the Frankfurt Jazz Festival (Atlantic)

Avec Randy Weston
- 1969 : African Cookbook, Randy Weston's African Rhythms

Avec Martial Solal
- 1968 : European Episode, avec Lee Konitz (CAM)
- 1968 : Impressive Rome, avec Lee Konitz (CAM)
- 1974 :  Locomotion

Avec Slide Hampton
- 1968 : Mellow-Dy (sorti en 1992, Lester Recording Catalog)

Avec Henri Guédon
- 1970 : Blue Cylinder
- 1984 : Afro Temple

Avec Georges Arvanitas, Michel Graillier, René Urtreger et Maurice Vander
- 1970 : Pianos Puzzle (Saravah)

Avec Guy Lafitte
- 1969 : Blues (Vega)
- 1971 : Blues in Summertime (RCA Victor)

Avec Patrick Dietsch
- 1972 : Aimez-Moi/Enfant du rêve, enfant merveille (Disques Vogue)

Avec George Gruntz
- 1974 : 2001 Keys - Piano Conclave (Atlantic)

Avec Catherine Ribeiro + Alpes
- 1975 : (Libertés ?)

Avec Il était une fois
- 1975 : Ils vécurent heureux (Pathé)

Avec Michel Haumont
- 1977 : Sylvie (Cezame)

Avec Jimmy Gourley
- 1977 : Graffitti (Promophone)

Avec François Jeanneau
- 1977 : Éphémère (Owl Records)
- 1977 : Terrains vagues, François Jeanneau Pandemonium (Owl Records)

Avec Claude Barthélemy
- 1979 : Jaune et Encore (Cobalt)

Avec Bill Keith et Jim Collier
- 1979 : Bill Keith & Jim Collier (Boot Records)

Avec Georges Locatelli
- 1980 : Eclectic Guitar (façon vieux Paris) (Musica Records)

Avec Patrice Meyer
- 1982 : Racines croisées
- 1986 : Dromadaire viennois (FMR)

Avec L'Ensemble franco-allemand de Jazz
- 1982 : Patchwork Dinard (OFAJ (Office Franco-Allemand Pour La Jeunesse))

Avec Colette Magny
- 1983 : Chansons pour Titine (Le Chant Du Monde)
- 1999 : Blues (Le Chant Du Monde)

Avec Jean-Marc Padovani
- 1983 : Demain matin (Metro Records)
- 1983 : Comédy, avec Michel Godard (Big Noise Records)

Avec Jean-Pierre Mas
- 1985 : Trapèze (JMS)

Avec Philippe Deschepper
- 1986 : Sad Novi Sad (IDA Records)

Avec Christian Lavigne
- 1986 : Monmaneki (Vent du Sud)

Avec Joe Lovano Wind Ensemble
- 1990 : Worlds (Label Bleu)

Avec Gérard Marais
- 1990 : Katchinas (Thelonious Production, Harmonia Mundi)
- 1998 : Sous le vent (Label Hopi)

Avec Stéphane Kochoyan
- 1990 : Chausseur de femmes (Pannonica Records)

Avec Jean-Jacques Birgé & Corinne Léonet
- 1994 : Sarajevo (suite) (L'Empreinte digitale)

Avec Larry Schneider
- 1996 : So Easy (Label Bleu)

Avec le Bagad Men Ha Tan
- 1998 :  Doue Lann

Avec Claudio Fasoli
- 1999 : Trois trios (Splasc(H) Records)

Avec Julien Lourau
- 2001 : The Rise (Label Bleu)

Avec Ozan Trio
- 2004 : Koñsert 2

Avec Aldo Romano
- 2008 : Just Jazz
- 2010 : Complete Communion to Don Cherry (Dreyfus Jazz)
- 2014 : Liberi Sumus (Live au Triton) (Le Triton)

Avec Sébastien Texier
- 2009 : Don't Forget You Are an Animal

Avec Marc Berthoumieux
- 2011 : In Other Words (Sous la ville)

## Vidéo
- 2008 : Henri Texier Strada Sextet
  - Réalisation : Fabrice Radenac et Alexandra Gonin
  - Sébastien Texier : clarinette, clarinette alto, saxophone alto
  - François Corneloup : saxophones baryton, alto
  - Gueorgui Kornazov : trombone
  - Manu Codjia : guitare
  - Christophe Marguet : batterie